# Mikroregion Furos de Breves

Mikroregion Furos de Breves

Mikroregion Furos de Breves – mikroregion w brazylijskim stanie Pará należący do mezoregionu Marajó. Ma powierzchnię 30.229,4 km²

## Gminy
- Afuá
- Anajás
- Breves
- Curralinho
- São Sebastião da Boa Vista